# Bodzio – mały helikopter
Bodzio – mały helikopter (oryg. Budgie – The Little Helicopter, 1994-1996) – brytyjski serial animowany emitowany w latach 1994–1996, który powstał na podstawie cyklu książek autorstwa Sary, księżnej Yorku o tym samym tytule.

## Fabuła
Bodzio to odważny mały helikopter. Wraz z samolotami mieszka na lotnisku w Zajączkowie. Jego przyjaciele to jednopłatowiec Punia, dwusilnikowy helikopter Chuck i szef hangaru Ludwik.

## Wersja polska

### Pierwsza wersja dubbingu (TV)
Opracowanie wersji polskiej: Eurocom (odc. 1-26, 31-39) / Studio Eurocom (odc. 27-30)

Reżyseria:
- Ewa Złotowska (odc. 1-26, 31-39),
- Izabella Dziarska (odc. 27-30)

Dialogi: Halina Wodiczko

Dźwięk i montaż:
- Maciej Kręciejewski (odc. 1-2, 9-10, 14-15, 18-19, 22-25),
- Jacek Osławski (odc. 3-4, 16-17, 20-21, 26),
- Jacek Kacperek (odc. 5-8, 11-13, 28, 30-39),
- Janusz Tokarzewski (odc. 27, 29)

Kierownik produkcji: Marzena Wiśniewska

Udział wzięli:
- Tomasz Kozłowicz – Bodzio
- Dominika Ostałowska – Punia
- Eugeniusz Robaczewski – Ludwik
- Janusz Bukowski – Chuck (odc. 1-8, 27-39)
- Józef Mika – Michał
- Artur Kaczmarski – 
  - Karol
  - Daniel
  - Pan Pogodnicki (odc. 3)
  - Uczestnik wyścigu (odc. 10)
  - Heniu (odc. 7-8, 18)
  - Mężczyzna na desce surfingowej (odc. 14)
  - Spiker radiowy #2 (odc. 16)
- Andrzej Tomecki – Dymek(odc. 1-13, 27-39)
- Paweł Galia - Spiker radiowy #1 (odc. 16)
- Jerzy Mazur - Boćko
- Jolanta Wołłejko - 
  - Pani Zosia
  - Martyna (odc.2)
  - Kobieta w kolejce górskiej (odc. 10)
  - Patrycja (odc.15)
- Dorota Lanton - Lusia
- Lucyna Malec - Bolek
- Anna Apostolakis - Ciocia Kasia (odc. 4)
- Miriam Aleksandrowicz
- Cezary Nowak
- Anna Gornostaj - Hela Pogodnicka (odc. 3)
- Jan Jankowski - Chuck (odc. 9-13)
- Jerzy Dominik – Chuck (odc. 14-26)
- Marek Frąckowiak – Eryk
- Andrzej Precigs - Nosio
- Tomasz Marzecki
- Ryszard Nawrocki - 
  - Misiek (odc. 14)
  - Mężczyzna wieszający pranie (odc.14)
- Tomasz Grochoczyński – 
  - Dymek (odc. 14-26)
  - Latarnik (odc. 14)

i inni
Tekst piosenki: Marek Robaczewski

Piosenkę śpiewał: Jacek Bończyk

Kierownictwo muzyczne: Marek Klimczuk

### Druga wersja dubbingu (DVD)
Opracowanie i udźwiękowienie: GMC Studio

Udział wzięli:
- Joanna Domańska (w tyłówce przeczytana jako Joanna Dąbrowska) -  
  - Bodzio,
  - Bartek (odc. 5)
- Julita Kożuszek - Lusia
- Dorota Lanton -
  - Punia,
  - Pani Zosia,
  - Auto w kapeluszu (odc. 2),
  - Francuski samolot (odc. 6)
- Grażyna Kopeć
- Andrzej Chudy -
  - Ludwik,
  - Ernest,
  - Francuz (odc. 6),
  - Marynarz #1 (odc. 7),
  - Samolot marynarki wojennej (odc. 7-8, 19),
  - Człowiek z hangaru #1 (odc. 7),
- Mikołaj Klimek - 
  - Karol,
  - Pan Karmazyn (odc. 5),
  - Człowiek z portu #1 (odc. 5),
  - Złodziej #1(odc. 6, 9),
  - Nawigator (odc. 7),
  - Marynarz za burtą (odc. 7)
- Marek Włodarczyk -
  - Chuck,
  - Michał,
  - Dymek,
  - Alan Pogodny (odc. 3),
  - Człowiek z portu #2 (odc. 5),
  - Złodziej #2 (odc. 6, 9),
  - Marynarz #2 (odc. 7),
  - Człowiek z hangaru #2 (odc. 7)
  - Uczestnik wyścigu (odc. 10)

i inni

## Spis odcinków
| N/o            | Polski tytuł                    | Angielski tytuł           |
| -------------- | ------------------------------- | ------------------------- |
|                |                                 |                           |
| SERIA PIERWSZA |                                 |                           |
|                |                                 |                           |
| 01             | Przybycie Puni                  | Pippa Arrives             |
|                |                                 |                           |
| 02             | Pechowiec Chuck                 | Chuck Comes Unstuck       |
|                |                                 |                           |
| 03             | Śnieżyca                        | Budgie’s Blizzard         |
|                |                                 |                           |
| 04             | Dobra robota, Bodziu            | Ice Work, Budgie          |
|                |                                 |                           |
| 05             | Połów                           | Budgie Takes a Catch      |
|                |                                 |                           |
| 06             | Pokaz                           | The Air Show              |
|                |                                 |                           |
| 07             | Na morzu                        | All At Sea                |
|                |                                 |                           |
| 08             | Powódź                          | Boats, Boots and Budgie   |
|                |                                 |                           |
| 09             | Helikoptery i rabusie           | Copters and Robbers       |
|                |                                 |                           |
| 10             | Na plaży                        | Daydreams and Candy Floss |
|                |                                 |                           |
| 11             | Koło podbiegunowe               | Flying in Arctic Circles  |
|                |                                 |                           |
| 12             | Misiaczek                       | What’s Bruin?             |
|                |                                 |                           |
| 13             | Na farmie                       | Down on the Farm          |
|                |                                 |                           |
| SERIA DRUGA    |                                 |                           |
|                |                                 |                           |
| 14             | Przykre skutki nieposłuszeństwa | Budgie Sticks To It       |
|                |                                 |                           |
| 15             | Wizyta Patrycji                 | Skids, Stunts and Soap    |
|                |                                 |                           |
| 16             | Wylądowali kosmici              | Aliens Have Landed        |
|                |                                 |                           |
| 17             | Ukryty skarb                    | Who’s A Clever Budgie?    |
|                |                                 |                           |
| 18             | Gdzie Jest Punia?               | Blown Up Let Down         |
|                |                                 |                           |
| 19             | Tajemniczy mors                 | Wally Waddles In          |
|                |                                 |                           |
| 20             | Przygody z balonami             | The Balloon Goes Up       |
|                |                                 |                           |
| 21             | Urodzinowa niespodzianka        | Surprise, Surprise        |
|                |                                 |                           |
| 22             | Niezwykły sen                   | Deep Sleep                |
|                |                                 |                           |
| 23             | Szczęśliwe zakończenie          | Bad News, Good News       |
|                |                                 |                           |
| 24             | Przejażdżka po Sekwanie         | Budgie Barges In          |
|                |                                 |                           |
| 25             | Przygody w Holandii             | Dutch Courage             |
|                |                                 |                           |
| 26             | Uroczyste otwarcie lotniska     | Budgie’s Opening Goal     |
|                |                                 |                           |
| SERIA TRZECIA  |                                 |                           |
|                |                                 |                           |
| 27             | Wielkie Bum                     | Boom Boom Budgie          |
|                |                                 |                           |
| 28             | Zwariowane Latawce              | Writers In The Sky        |
|                |                                 |                           |
| 29             | Kłopoty z sobowtórem            | Double Trouble            |
|                |                                 |                           |
| 30             | Kłopoty ze stronami świata      | Eye In The Sky            |
|                |                                 |                           |
| 31             | Kumpel Chucka                   | Chuck’s Buddy             |
|                |                                 |                           |
| 32             | Akwedukt                        | The Aqueduct              |
|                |                                 |                           |
| 33             | Złota Gęś                       | Plane Silly               |
|                |                                 |                           |
| 34             | Głupie dowcipy Kacpra           | The Plane That Cried Wolf |
|                |                                 |                           |
| 35             | O krok od katastrofy            | The Runaway Train         |
|                |                                 |                           |
| 36             | Bodzio ratuje sytuację          | A Tail Of Woe             |
|                |                                 |                           |
| 37             | Świetny pomysł Bodzia           | Put Up Or Stuck Up        |
|                |                                 |                           |
| 38             | Cichy Lot                       | Silent Flight             |
|                |                                 |                           |
| 39             | Na ratunek Kubie                | Ups And Downs             |
|                |                                 |                           |